# Jordan Jovčev
Jordan Jovčev (bugarski: Йордан Йовчев Йовчев, Plovdiv 24. veljače 1974.) bugarski gimnastičar.
Jovčev je rođen u Plovdivu gradu u središnjoj Bugarskoj. Osvojio je srebrenu madalju na Olimpijskim igrama 2004. godine u Ateni s rezultatom od 9.850 u disciplini karike. Na istim igrama osvojio je broncu za vježbu na parteru. Na Olimpijskim igrama 2000. godine u Sydneyu osvojio je brončane madalje na parteru i višeboju. 
Zajedno se s Krasimirom Dunevom i Ivanom Ivanovim preselio u SAD nakon Olimpijskih igra 1996. boraveći u Detroitu. Tijekom svoje karijere odbio je ponude za promjenom državljanstva i mogućeg nastupanja pod zastavom SAD-a.
Nastupio je ukupno na šest Olimpijskih igara, te je gimnastičar s najviše nastupa na Olimpijskim igrama. Više nastupa od njega u gimnastici ima samo Uzbekistanka Oksana Čusovitina.
Uspio se kvalificirani na Olimpijske igre 2012. u Londonu gdje je osvojio sedmo mjesto u finalu karika. Na otvaranju igara u Londonu nosio je bugarsku zastavu. Godine 2009. izabran je za predsjednika Bugarskog gimnastičkog saveza. Službeno se povukao iz sporta u veljači 2013.
Godine 2016. primljen je u Međunarodnu gimnastičku kuću slavnih.

## Vanjske poveznice
- Profil na  Sports-Reference.com  Arhivirana inačica izvorne stranice od 25. ožujka 2012. (Wayback Machine)

- Jordan Jovčev na stranicama Međunarodne gimnastičke federacije  Arhivirana inačica izvorne stranice od 5. ožujka 2016. (Wayback Machine)